# Wimbledon 2014 (turniej legend kobiet)
Wimbledon 2014 – turniej legend kobiet – zawody deblowe legend kobiet, rozgrywane w ramach trzeciego w sezonie wielkoszlemowego turnieju tenisowego, Wimbledonu. Zmagania odbywały się w dniach 1–5 lipca na trawiastych kortach All England Lawn Tennis and Croquet Club w London Borough of Merton – dzielnicy brytyjskiego Londynu.

## Drabinka

#### Klucz
- w/o – walkower
- k – krecz
- d – dyskwalifikacja
- Q – kwalifikant
- WC – dzika karta
- LL – szczęśliwy przegrany
- Alt – zawodnik zastępczy
- PR – ochrona rankingu
- SE – specjalna przepustka
- ITF – ranking ITF
- JE – ranking juniorski

### Faza finałowa
|  |       |                                  |   |    |  |
|  | Finał |                                  |   |    |  |
|  |       |                                  |   |    |  |
|  |       |                                  |   |    |  |
|  |       |                                  |   |    |  |
|  |       | Martina Navrátilová Salima Safar | 0 | 61 |  |
|  |       | Martina Navrátilová Salima Safar | 0 | 61 |  |
|  |       | Jana Novotná Barbara Schett      | 6 | 7  |  |
|  |       | Jana Novotná Barbara Schett      | 6 | 7  |  |
|  |       |                                  |   |    |  |

### Faza początkowa

#### Grupa A
|   |                                      | Lindsay Davenport Mary Joe Fernández | Anne Keothavong Conchita Martínez | Iva Majoli Magdalena Maleewa | Martina Navrátilová Salima Safar | Mecze W–L | Sety W–L | Gemy W–L | Miejsce |
| 1 | Lindsay Davenport Mary Joe Fernández |                                      | 6:3, 6:4 (2 lipca)                | 5:7, 6:4, 8–10 (3 lipca)     | walkower (4 lipca)               | 1–2       | 3–2      | 23–19    | 3.      |
|   | Anne Keothavong Conchita Martínez    | 3:6, 4:6 (2 lipca)                   |                                   | walkower (5 lipca)           | 0:6, 1:6 (3 lipca)               | 0–3       | 0–4      | 8–24     | 4.      |
|   | Iva Majoli Magdalena Maleewa         | 7:5, 4:6, 10–8 (3 lipca)             | walkower (5 lipca)                |                              | 3:6, 4:6 (2 lipca)               | 2–1       | 2–3      | 19–23    | 2.      |
|   | Martina Navrátilová Salima Safar     | walkower (4 lipca)                   | 6:0, 6:1 (3 lipca)                | 6:3, 6:4 (2 lipca)           |                                  | 3–0       | 4–0      | 24–8     | 1.      |

## Pula nagród
| Runda                    | Pieniądze (£) |
| Zwyciężczynie            | 21 000        |
| Finalistki               | 18 000        |
| Drugie miejsce w grupie  | 15 000        |
| Trzecie miejsce w grupie | 14 000        |
| Czwarte miejsce w grupie | 13 000        |